# إيتشيرو سوزوكي

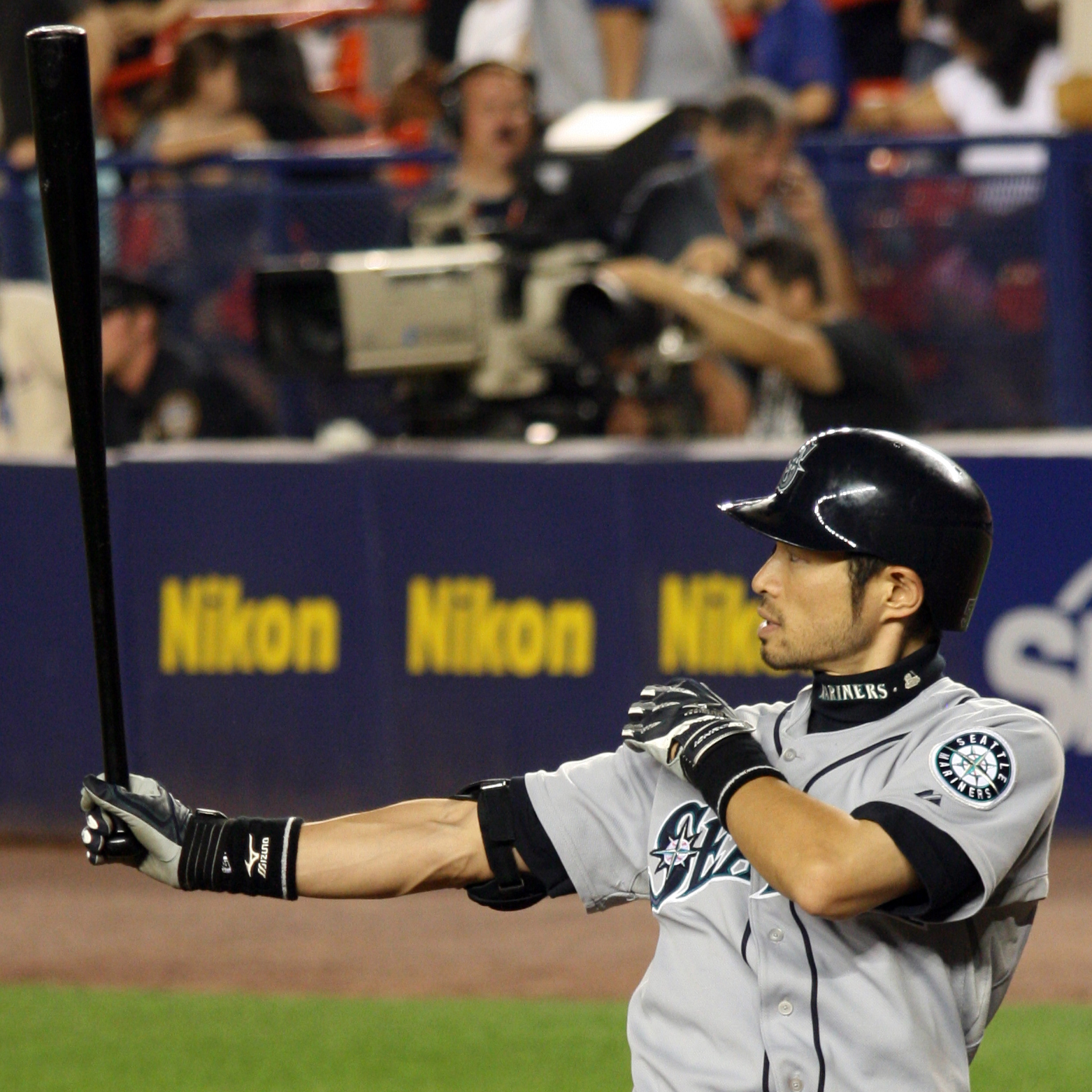
ايتشيرو سوزوكي

 إيتشيرو سوزوكي  (鈴木 一朗 ، すずき いちろう) (مواليد 22 أكتوبر 1973) هو لاعب كرة القاعدة ياباني. ولد في محافظة آيتشي، وينتمي إلى سياتل مارينرز. هو اللاعب الياباني الذي حقق أكبر نجاح في دوري البيسبول. المعروف في الولايات المتحدة باسم «الساموراي الصامت». فقد الرقم القياسي لأكبر عدد من النجاحات خلال موسم له في ملب (262).

## روابط خارجية
- إيتشيرو سوزوكي على موقع دوري كرة القاعدة الرئيسي (الإنجليزية)
- إيتشيرو سوزوكي على موقع الدوري الياباني لكرة القاعدة (الإنجليزية)
- إيتشيرو سوزوكي على موقعبيزبول رفرنس.كوم (الدوري الرئيسي) (الإنجليزية)
- إيتشيرو سوزوكي على موقعبيزبول رفرنس.كوم (الدوري الثانوي) (الإنجليزية)
- إيتشيرو سوزوكي على موقع إي إس بي إن.كوم (أم.أل.بي) (الإنجليزية)
- إيتشيرو سوزوكي على موقع مشجعي الرسوم البيانية (الإنجليزية)